# Hulkoti, Gadag
Hulkoti là một làng thuộc tehsil Gadag, huyện Gadag, bang Karnataka, Ấn Độ.